# Resurrezione di Cristo (Mantegna Bergamo)
Resurrezione di Cristo è un dipinto a tempera su tavola attribuito ad Andrea Mantegna, databile tra il 1500 e il 1505 e conservato nell'Accademia Carrara a Bergamo. Si tratta della parte superiore della Discesa al Limbo.

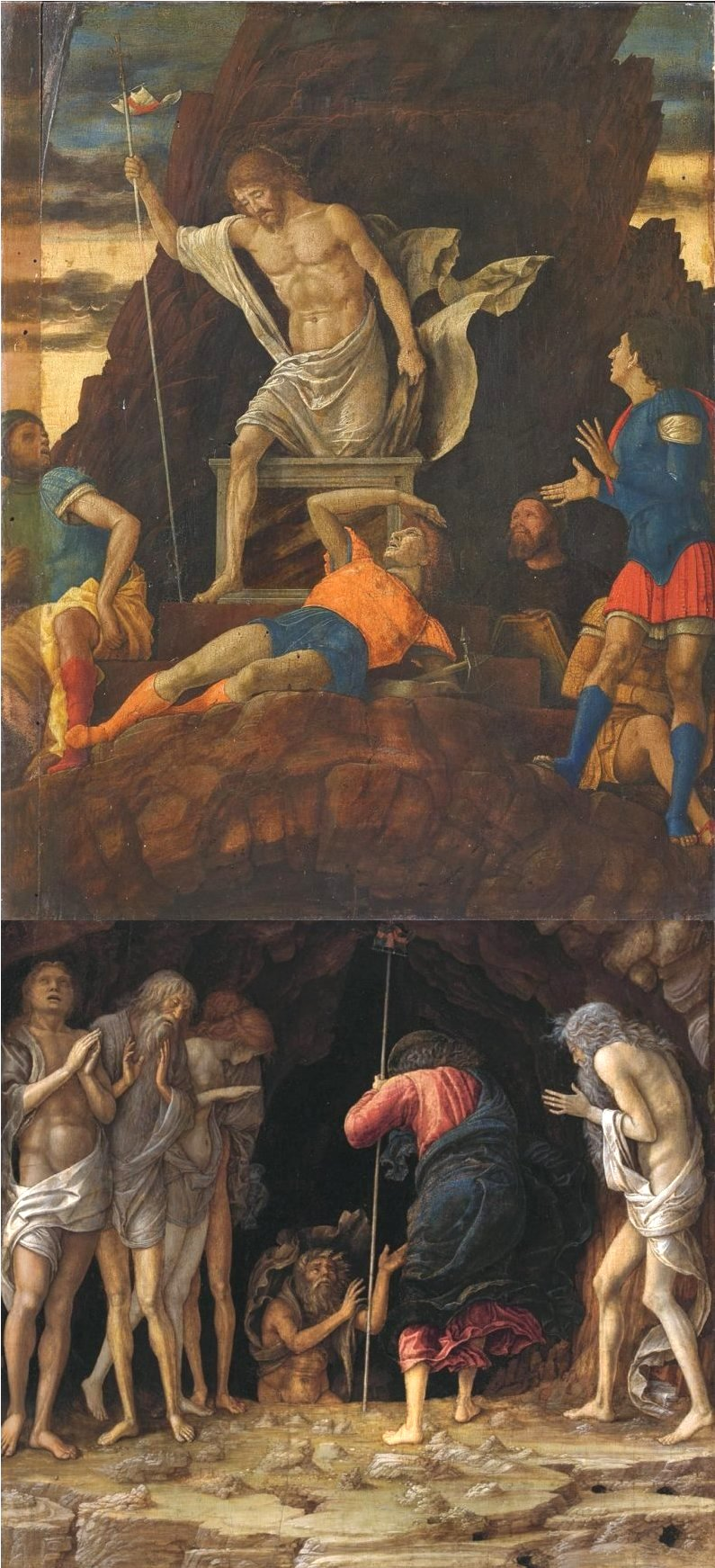
Resurrezione di Cristo e Discesa al Limbo, assemblaggio delle due tavole

La tavola farebbe parte di un polittico, andato disperso nel Cinquecento, commissionato al Mantegna dai Gonzaga per il castello di San Giorgio di Mantova.